# Stanisław Majewski (inżynier górnictwa)
Stanisław Włodzimierz Majewski (ur. 1 listopada 1878 w Nowym Sączu, zm. 29 czerwca 1955 w Katowicach) – polski inżynier i historyk górnictwa.

## Życiorys
Urodził się w rodzinie Leopolda, dyrektora Urzędu Skarbowego w Stanisławowie i Franciszki z Deblessemów.
Uczęszczał do szkoły realnej i gimnazjum w Stanisławowie. W latach 1899 – 1903 studiował górnictwo w Leoben, gdzie udzielał się w polskich organizacjach patriotycznych (był członkiem Czytelni Polskiej Akademików w Leoben). Po studiach wrócił do Galicji. Pracował w kopalniach soli, prowadził własne przedsiębiorstwo "Kali" zajmujące się eksploatacją soli potasowej oraz biuro miernicze. Równolegle ukończył na Uniwersytecie Jana Kazimierza studia filozoficzne.
Po wybuchu I wojny światowej został zmobilizowany. Służył, jako porucznik w cesarskiej i królewskiej Armii, a później w Wojsku Polskim. Zdemobilizowany w 1919, podjął pracę w  Ministerstwie Przemysłu i Handlu (w wydziale solnym), a w 1923 przeszedł do nowo utworzonego Wyższego Urzędu Górniczego. Tam pracował do emerytury w 1939.
Lata II wojny światowej spędził w Krakowie, pracując w Monopolu Solnym, przy tym prowadził wykłady w szkole górniczej i współpracował z konspiracyjną Organizacją Inżynierów Górniczych. Po wojnie był  dyrektorem Państwowej Szkoły Górniczej w Katowicach i równocześnie zastępcą  Kuratora Państwowych Pól Górniczych. Od 1953 do końca życia pracował w  Państwowym Instytucie Paliw Naturalnych w Katowicach.
Miał liczący się wkład w skodyfikowanie Polskiego Prawa Górniczego. W 1928 utworzył czasopismo Technik  i redagował je do 1932. W tym czasie czasopismo było poświęcone głównie górnictwu, hutnictwu i budownictwu. S. Majewski zamieszczał tam wiele artykułów opisujących nowoczesne techniki górniczej z Polski, Niemiec i Anglii. Później redagował Kalendarz Górniczo-Hutniczy – periodyk, w którym propagował używanie stali na obudowy górnicze i inne nowoczesne rozwiązania.
Oprócz unowocześniania górnictwa, zajmował się opisywaniem jego historii. Przetłumaczył (z niemieckiego wydania) De veteribus et novis metallis Georgiusa Agricoli. W Techniku ukazywała się Zapomniana relacja górnicza Jana Jakuba Ferbera do króla Stanisława Augusta z roku 1781, napisał też O prastarych kopalniach zwłaszcza złota na obszarze państwa Bolesława Chrobrego, opisywał też historie górniczego munduru oraz insygniów.
Materiały archiwalne Stanisława Majewskiego znajdują się w PAN Archiwum w Warszawie pod sygnaturą III-15 i zajmują 4,8 mb.